# Isidoro Battikha
Isidoro Battikha, nascido em Alepo em 11 de abril de 1950 é o Arquieparca emérito de Homs da Igreja Greco-Católica Melquita (em árabe كنيسة الروم الكاثوليك, Kanīsät ar-Rūm al-Kāṯūlīk)

## Biografia
Nasceu em Alepo em 11 de abril de 1950 e foi ordenado padre da Ordem Basiliana Aleppina dos Melquitas em 11 de abril de 1980.
Consacrado Bispo-auxiliar de Damasco dos Melquitas em 10 de outubro de 1990 pelo Patriarca Máximo V, passou à Arquidiocese metropolitana de Homs em 2 de fevereiro 2006.
Em 6 de setembro de 2010 apresentou a renuncia ao governo da Arquieparquia. Papa Bento XVI aceitou o pedido de renúncia de Battikha, segundo o Codex Canonum Ecclesiarum Orientalium (CCEO) 210 § 1[1] e . As razões de sua renúncia ainda são desconhecidas, desde 23 de junho de 2012, o arcebispo Abdo Arbach ocupou novamente a sede episcopal de Homs.